# Victoria Lopyreva
Victoria Petrovna Lopyreva (en russe : Виктория Петровна Лопырёва, Viktoriya Petrovna Lopyryova), née le 26 juillet 1983 à Rostov-sur-le-Don, est une actrice, mannequin, présentatrice télé, blogueuse et gagnante du concours de beauté Miss Russie 2003.

## Biographie
Victoria Petrovna Lopyreva est née à Rostov-sur-le-Don le 28 juillet 1983. A l’écart de l’école, pendant son enfance, elle fait des études à l’Université économique d’État de Rostov dont elle sort diplômé en administration commerciale. Elle poursuit ultérieurement ses études à Moscou.
Elle a un premier parcours en concours de beauté, qui, après plusieurs compétitions, la conduit à devenir Miss Russie 2003,. Elle collabore comme mannequin avec plusieurs magazines tels que Cosmopolitan ou Gala[réf. nécessaire]. Elle devient ensuite une présentatrice télé.  Elle est également une des participantes en 2008 d’une émission de télé-réalité populaire en Russie, Le Dernier héros, l'adaptation russe de Survivor (un concept de télé-réalité adapté en France sous le nom de Koh-Lanta). Mais elle se fait surtout connaître, y compris à l’international, dans l’environnement médiatique associé au football, comme présentatrice ou animatrice d’émissions ou encore d’événements. Elle indique avoir été la première femme à présenter une émission de football dans son pays. Puis elle en présente plusieurs autres et  devient ensuite  la maîtresse de cérémonie, à Kazan en 2016, du tirage au sort de la Coupe des confédérations 2017,. Dès 2015,  elle participe à la préparation de la Coupe du Monde prévue en Russie, en étant nommée Ambassadrice du Mondial 2018,, succédant dans ce rôle à Fernanda Lima pour la précédente coupe mondiale.
Elle a été par ailleurs « brièvement » mariée, au milieu des années 2010, à l’attaquant international russe Fiodor Smolov, devenant ainsi ponctuellement une wag,.